# Holmsjön (Norrköpings socken, Östergötland)
Holmsjön är en sjö i Norrköpings kommun i Östergötland och ingår i Motala ströms huvudavrinningsområde.